# شبکه برون‌سلولی

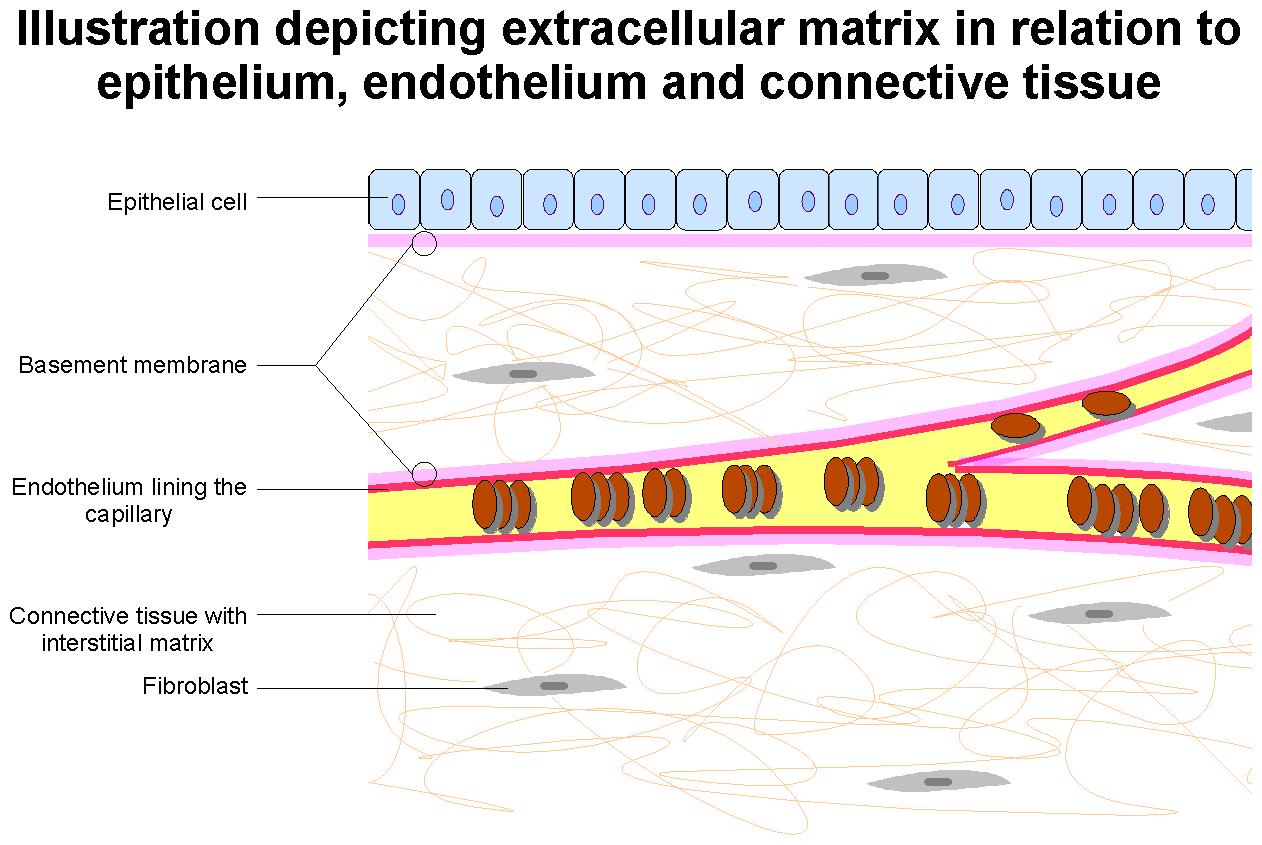
شبکه برون‌سلولی

شبکه برون سلولی (به انگلیسی: extracellular matrix (ECM)) یا ماده زمینه‌ای، سازه‌ای جهت حفظ ساختار فیزیکی و شیمیایی پیرامون سلول‌هاست. این سازه از درشت‌مولکولها و مواد معدنی مانند کلاژن، آنزیم‌ها، گلیکوپروتئین‌ها و هیدروکسی آپاتیت‌ها ساخته شده‌است. همچنین فیبروبلاست‌ها در آن دیده می‌شوند.

## اجزا
پرکننده‌های اصلی ماده زمینه‌ای گلیکوزآمینوگلیکان‌ها هستند؛ که از آن میان، مهم‌ترین گلیکان موجود در ماتریکس برون‌سلولی هیالورونان‌هایی مانند اسید هیالورونیک است (پلی‌ساکارید غیر پروتئوگلیکان). گلیکوزآمینوگلیکان‌ها در روند مورفوژنز و تمایز طبیعی سلول‌ها و بافت‌ها نقش دارند. پروتئوگلیکانها مانند هپاران سولفات، کندروایتین سولفات، کراتان سولفات هستند.
از چیبرهای پروتئینی این بافت‌مانه، می‌توان کلاژن، الاستین و گلیکو پروتئین فیبرونکتین را نام برد.
از دیگر پروتئین‌های بافت‌مانهٔ برون‌سلولی می‌توان به متالوپروتئیناز‌های بافت‌مانه که به نام آنزیم‌های بافت‌مانهٔ متالوپروتئیناز، (Matrix metalloproteinase ; MMP) شناخته می‌شوند، اشاره کرد. آنزیم‌های بافت‌مانهٔ متالوپروتئیناز، خانواده بزرگی از آنزیم‌های پروتئولیتیک هستند که در تجزیه ترکیبات گوناگون بافت‌مانهٔ برون‌سلولی نقش دارند. بافت‌مانه‌های متالوپروتئیناز، آنزیم‌های وابسته به کلسیم و روی هستند و در پیشرفت و گسترش بیماری‌های التهابی (آرتریت روماتوئید)، بیماری‌های قلبی عروقی و تومورهای سرطانی نقش دارند.
انواع
بر حسب نوع بافت، تفاوتهایی در ترکیب‌های بافت‌مانهٔ برون‌سلولی وجود دارد. برای نمونه بافت‌مانهٔ برون‌سلولی در غضروف در برگیرنده مادهٔ زمینه‌ای و رشته‌ها می‌باشد که از رشته‌های شرکت کننده در ساختمان آن بسته به نوع غضروف، کلاژن نوع I و II و رشته‌های الاستیک را می‌توان نام برد که مسئول استحکام غضروف هستند.
در استخوان، حضور مواد استخوانی معدنی در بافت‌مانهٔ مایه شده‌است که استخوان بافتی سفت و محکم باشد و چگونگی ساختمان آن سبب گردید، که استخوان با کمترین وزن حداکثر استحکام را داشته باشد.